# Königsberger Bürgermedaille
Die Königsberger Bürgermedaille wurde 1959 von der Stadtgemeinschaft Königsberg gestiftet.
Von dem Bildhauer Georg Fuhg geschaffen, zeigt sie auf der Vorderseite das Gründungsjahr 1255 und Stadtansichten von Königsberg (Preußen). Die Rückseite trägt die Worte von Immanuel Kant: 
PFLICHT ERHABENER NAME DER UNS GESETZ WURDE VOR DEM WIR UNS NEIGEN UND DEM WIR DIENEN

## Träger der Bürgermedaille
Erster Träger wurde 1959 August Seeling, der damalige Oberbürgermeister von Königsbergs Patenstadt Duisburg. Weitere Träger sind:
- Klaus Weigelt
- Gertrud Papendick
- Herbert Meinhard Mühlpfordt
- Georg Fuhg
- Emil Johannes Guttzeit
- Arnold Bistrick (1982)
- Igor Alexandrowitsch Odinzow
- Herbert Beister[2]
- Horst Glass[2]
- Arkadi Feldman[2]
- Reinhold Rehs
- Ulrich Albinus
- Erich Grimoni
- Lorenz Grimoni (2005)
- Hellmuth Bieske
- Agnes Miegel
- Hans Lohmeyer
- Fritz Kudnig
- Herbert Wilhelmi
- Hanswerner Heincke
- Kasimir Lawrynowicz[3]
- Robert Albinus
- Erika und Harry Janzen
- Bürger der Stadt Duisburg[4]
- Wulf D. Wagner (2012)
- Ruth Geede (2015)
- Wolfgang Klein (2018)[5]
- Eberhard Neumann-Redlin von Meding (2018)
- Heinz Hohmeister
- Steffen Dietzsch (2022)